# Kurt Aust
Kurt Aust (pseudonym för Kurt Østergaard) född 6 december 1955 i Ikast, Danmark, är en författare och frilansskribent. 
Østergaard är utbildad pedagog. Han är bosatt i Horten i Norge sedan 1982. 
Aust debuterade som romanförfattare 1999. Innan dess hade han skrivit manus till en historisk tecknad serie om slavskeppet Fredensborg.
Han har skrivit flera historiska kriminalromaner förlagda till Danmark-Norge i början av 1700-talet. Huvudpersoner i romanerna är professor Thomas af Boueberg vid Köpenhamns universitet och hans dr. Watson, den betydligt mindre geniala norrmannen Petter Hortten. 
2006 utgav han sin första samtidsroman, thrillern De usynlige brødre.

## Priser och utmärkelser
- Rivertonpriset 2003 för romanen Hjemsøkt
- Glasnyckeln 2004 för romanen Hjemsøkt